# Lo Maiet de Montanha
Lo Maiet de Montanha (en francès Le Mayet-de-Montagne) és un municipi francès, situat al departament de l'Alier i a la regió d'Alvèrnia-Roine-Alps. L'any 2007 tenia 1.519 habitants.

## Demografia

### Població
El 2007 la població de fet de Le Mayet-de-Montagne era de 1.519 persones. Hi havia 634 famílies de les quals 255 eren unipersonals (95 homes vivint sols i 160 dones vivint soles), 195 parelles sense fills, 134 parelles amb fills i 50 famílies monoparentals amb fills.
La població ha evolucionat segons el següent gràfic:
Habitants censats

### Habitatges
El 2007 hi havia 874 habitatges, 671 eren l'habitatge principal de la família, 84 eren segones residències i 119 estaven desocupats. 713 eren cases i 157 eren apartaments. Dels 671 habitatges principals, 424 estaven ocupats pels seus propietaris, 224 estaven llogats i ocupats pels llogaters i 23 estaven cedits a títol gratuït; 41 tenien una cambra, 48 en tenien dues, 127 en tenien tres, 193 en tenien quatre i 263 en tenien cinc o més. 458 habitatges disposaven pel capbaix d'una plaça de pàrquing. A 333 habitatges hi havia un automòbil i a 216 n'hi havia dos o més.

### Piràmide de població
La piràmide de població per edats i sexe el 2009 era:
| Homes | Edats   | Dones |
| ----- | ------- | ----- |
| 4     | 95 o +  | 8     |
| 8     | 90 a 94 | 4     |
| 4     | 85 a 89 | 44    |
| 28    | 80 a 84 | 4     |
| 40    | 75 a 79 | 72    |
| 44    | 70 a 74 | 64    |
| 52    | 65 a 69 | 32    |
| 64    | 60 a 64 | 40    |
| 28    | 55 a 59 | 16    |
| 64    | 50 a 54 | 64    |
| 56    | 45 a 49 | 60    |
| 72    | 40 a 44 | 48    |
| 52    | 35 a 39 | 44    |
| 52    | 30 a 34 | 40    |
| 24    | 25 a 29 | 44    |
| 36    | 20 a 24 | 44    |
| 76    | 15 a 19 | 52    |
| 48    | 10 a 14 | 20    |
| 28    | 5 a 9   | 56    |
| 32    | 0 a 4   | 28    |

## Economia
El 2007 la població en edat de treballar era de 866 persones, 549 eren actives i 317 eren inactives. De les 549 persones actives 500 estaven ocupades (250 homes i 250 dones) i 49 estaven aturades (27 homes i 22 dones). De les 317 persones inactives 114 estaven jubilades, 116 estaven estudiant i 87 estaven classificades com a «altres inactius».

### Ingressos
El 2009 a Le Mayet-de-Montagne hi havia 693 unitats fiscals que integraven 1.443,5 persones, la mediana anual d'ingressos fiscals per persona era de 14.351 €.

### Activitats econòmiques
Dels 135 establiments que hi havia el 2007, 5 eren d'empreses alimentàries, 2 d'empreses de fabricació de material elèctric, 5 d'empreses de fabricació d'altres productes industrials, 26 d'empreses de construcció, 31 d'empreses de comerç i reparació d'automòbils, 6 d'empreses de transport, 14 d'empreses d'hostatgeria i restauració, 1 d'una empresa d'informació i comunicació, 6 d'empreses financeres, 4 d'empreses immobiliàries, 7 d'empreses de serveis, 23 d'entitats de l'administració pública i 5 d'empreses classificades com a «altres activitats de serveis».
Dels 46 establiments de servei als particulars que hi havia el 2009, 1 era una oficina d'administració d'Hisenda pública, 1 gendarmeria, 1 oficina de correu, 3 oficines bancàries, 6 tallers de reparació d'automòbils i de material agrícola, 4 paletes, 2 guixaires pintors, 6 fusteries, 6 lampisteries, 4 electricistes, 4 perruqueries, 1 veterinari, 5 restaurants i 2 agències immobiliàries.
Dels 16 establiments comercials que hi havia el 2009, 1 era un supermercat, 2 botiges de menys de 120 m², 4 fleques, 1 una carnisseria, 1 una llibreria, 1 una botiga de roba, 1 una botiga d'electrodomèstics, 1 una botiga de material esportiu, 1 un drogueria, 1 una joieria i 2 floristeries.
L'any 2000 a Le Mayet-de-Montagne hi havia 41 explotacions agrícoles que ocupaven un total de 1.769 hectàrees.

## Equipaments sanitaris i escolars
El 2009 hi havia 2 farmàcies i 1 ambulància.
El 2009 hi havia 2 escoles elementals. Le Mayet-de-Montagne disposava de 2 col·legis d'educació secundària amb 301 alumnes.

## Poblacions més properes
El següent diagrama mostra les poblacions més properes.